# The Princess and the Frog (banda sonora)
The Princess and the Frog es la banda sonora de la película animada de Disney del mismo nombre. Se lanzó el 23 de noviembre de 2009. La banda sonora contiene diez canciones originales y siete piezas, todas excepto una de las cuales fueron compuestas, arregladas y dirigidas por el compositor ganador del Óscar, Randy Newman.

## Lista de canciones

### Edición estándar
| N.º | Título                                                | Intérprete (s)                                                            | Duración |  |
| 1.  | «Never Knew I Needed»                                 | Ne-Yo                                                                     |          |  |
| 2.  | «Down in New Orleans» (Prólogo)                       | Anika Noni Rose                                                           |          |  |
| 3.  | «Down in New Orleans»                                 | Dr. John                                                                  |          |  |
| 4.  | «Almost There»                                        | Anika Noni Rose                                                           |          |  |
| 5.  | «Friends on the Other Side»                           | Keith David                                                               |          |  |
| 6.  | «When We're Human»                                    | Michael-Leon Wooley, Bruno Campos y Anika Noni Rose con Terence Blanchard |          |  |
| 7.  | «Gonna Take You There»                                | Jim Cummings con Terrance Simien en el acordeón                           |          |  |
| 8.  | «Ma Belle Evangeline»                                 | Jim Cummings con Terence Blanchard                                        |          |  |
| 9.  | «Dig a Little Deeper»                                 | Jenifer Lewis                                                             |          |  |
| 10. | «Down in New Orleans» (Final)                         | Anika Noni Rose                                                           |          |  |
| 11. | «Fair Tale/Going Home»                                | Randy Newman (Score)                                                      |          |  |
| 12. | «I Know this Story»                                   | Randy Newman (Score)                                                      |          |  |
| 13. | «The Frog Hunters/Gator Down»                         | Randy Newman (Score)                                                      |          |  |
| 14. | «Tiana's Bad Dream»                                   | Randy Newman (Score)                                                      |          |  |
| 15. | «Ray Laid Low» (con una repetición de "Almost There") | Randy Newman (Score) cameo de Anika Noni Rose                             |          |  |
| 16. | «Ray/Mama Odie»                                       | Randy Newman (Score)                                                      |          |  |
| 17. | «This is Gonna Be Good»                               | Randy Newman (Score)                                                      |          |  |

### Banda sonora española
| N.º | Título                                                                         | Intérprete (s)                                             | Duración |  |
| 1.  | «Never Knew I Needed»                                                          | Ne-Yo                                                      |          |  |
| 2.  | «Bienvenido a Nueva Orleans» (Welcome to New Orleans) (Prólogo)                | Chila Lynn                                                 |          |  |
| 3.  | «Bienvenido a Nueva Orleans» (Welcome to New Orleans)                          | José María Guzmán                                          |          |  |
| 4.  | «Ya llegaré» (I will come already)                                             | Chila Lynn                                                 |          |  |
| 5.  | «Tengo amigos del Más Allá» (I have friends from beyond)                       | Javier Gurruchaga                                          |          |  |
| 6.  | «"Si humano fuera ya» (If man was already)                                     | King África, Álex Ubago y Chila Lynn con Terence Blanchard |          |  |
| 7.  | «Vivo en el pantano» (Live at the Marsh)                                       | Macaco (banda) con Terrance Simien en el acordeón          |          |  |
| 8.  | «Ma Belle Evangeline»                                                          | Macaco (banda) con Terence Blanchard                       |          |  |
| 9.  | «Hay que saber llegar a fondo» (It is necessary to be able to come thoroughly) | Omara Portuondo                                            |          |  |
| 10. | «Bienvenido a Nueva Orleans» (Welcome to New Orleans)(Final)                   | Chila Lynn                                                 |          |  |
| 11. | «Fair Tale/Going Home» (Cuento / Ir a casa justo)                              | Randy Newman (Score)                                       |          |  |
| 12. | «I Know this Story» (Sé esta historia)                                         | Randy Newman (Score)                                       |          |  |
| 13. | «The Frog Hunters/Gator Down» (La cazadores rana / Gator abajo)                | Randy Newman (Score)                                       |          |  |
| 14. | «Tiana's Bad Dream» (Mal sueño de Tiana)                                       | Randy Newman (Score)                                       |          |  |
| 15. | «Ray Laid Low» (Ray abatido)(con una repetición de "Almost There" en inglés)   | Randy Newman (Score) cameo de Anika Noni Rose              |          |  |
| 16. | «Ray/Mama Odie»                                                                | Randy Newman (Score)                                       |          |  |
| 17. | «This is Gonna Be Good» (Este va a estar bien)                                 | Randy Newman (Score)                                       |          |  |

### Versión en español -Hispanoamérica
En algunos países de Latinoamérica se lanzó la banda sonora de La Princesa y el Sapo con las canciones dobladas al español, mientras que en otros se lanzó la banda sonora con las canciones en inglés.
| N.º | Título                                      | Intérprete (s)                                         | Duración |  |
| 1.  | «Never Knew I Needed»                       | Ne-Yo                                                  |          |  |
| 2.  | «Ven a Nueva Orleans» (Prólogo))            | Paula Arias Esquivel                                   |          |  |
| 3.  | «Ven a Nueva Orleans»                       | Claudio Ledda                                          |          |  |
| 4.  | «Llegaré»                                   | Paula Arias Esquivel                                   |          |  |
| 5.  | «Influencia en el Más Allá»                 | Víctor Trujillo                                        |          |  |
| 6.  | «Lograremos ser Humanos»                    | Francisco Céspedes, Mario Filio y Paula Arias Esquivel |          |  |
| 7.  | «Todos al Pantano»                          | Arturo Mercado                                         |          |  |
| 8.  | «Ma Belle Evangeline»                       | Arturo Mercado                                         |          |  |
| 9.  | «Trabaja Duro»                              | Heidy Viciedo Quesada y Paula Arias Esquivel           |          |  |
| 10. | «Ven a Nuevo Orlenas» (Final)               | Paula Arias Esquivel                                   |          |  |
| 11. | «Cuento de Hadas / Camino a Casa»           | Randy Newman (Score)                                   |          |  |
| 12. | «Conozco ese Cuento»                        | Randy Newman (Score)                                   |          |  |
| 13. | «Los Cazadores de Sapos / Cocodrilo Herido» | Randy Newman (Score)                                   |          |  |
| 14. | «Un Mal Sueño de Tiana»                     | Randy Newman (Score)                                   |          |  |
| 15. | «Ray Esta Grave»                            | Randy Newman (Score)                                   |          |  |
| 16. | «Ray/Mama Odie»                             | Randy Newman (Score)                                   |          |  |
| 17. | «Esto se Pondrá Bueno»                      | Randy Newman (Score)                                   |          |  |

- Datos: Q7758319